# Гринтовец (Копар)
Гринтовец (словен. Grintovec, итал. Montetoso) је насељено место у општини Копар у покрајини Приморска која припада Обално-Крашкој регији у Републици Словенији. 

## Географија
Насеље се налази изнад пута Копар—Сечовље источно од истоименог брда Гринтовец. Простире се на површини од 2,75 км², на надморској висини од 218,7 метара. Године 2011. насеље је имало 98 становника. 